# Lin Yun-ju
Lin Yun-ju (Yuanshan, 17 augustus 2001) is een Taiwanees professioneel tafeltennisser. Hij speelt linkshandig met de shakehandgreep.
Hij vertegenwoordigde zijn land op de Olympische Zomerspelen 2020. Met Cheng I-ching won hij brons op de gemengd dubbel en werd hij vierde in het enkelspel.

## Belangrijkste resultaten
- Brons op de gemengd dubbel op de Olympische Zomerspelen 2020 met Cheng I-ching.
- Brons met het team op de wereldkampioenschappen 2024.
- Brons op de gemengd dubbel op de wereldkampioenschappen 2021 met Cheng I-ching.